# Leena Saraste
Leena Saraste (née à Helsinki, Finlande,  le 3 août 1942) est une photographe documentaire finlandaise, docteur en philosophie. Elle travaille comme photographe, enseignante, chercheuse et artiste. Elle a remporté de nombreux prix pour son travail de photographe et photojournaliste. Elle a également publié un grand nombre de livres et articles et donne des conférences sur la photographie.

## Biographie
Leena Saraste est née à Helsinki le 3 août 1942. 
Elle étudie au département d'art photographique de l'Université d'art et de design d'Helsinki (Université Aalto maintenant), où elle obtient son diplôme en 1965. Elle étudie ensuite l'histoire de l'art à l'Université d'Helsinki et obtient un doctorat en 2004 avec une thèse intitulée Valo, muoto vai elämä, (Lumière, forme ou vie, clubs de caméras vers le moderne dans les années 1950). Elle a également un doctorat en philosophie et cinématographie/photographie. 
A cette époque, les femmes photographes sont rares en Finlande. Leena Saraste exerce une grande influence sur la photographie finlandaise, en particulier dans le développement de la photographie féminine, à travers la formation de toute une génération de nouveaux photographes. Elle est à l'origine d'une exposition itinérante de 26 femmes photographes en 1984,. 
Durant les années 1960 et 1970, elle fait des portraits de personnalités célèbres de Finlande, des photos de mode, de bijoux et de coiffures. 
Au cours de la décennie suivante, elle voyage dans les Territoires palestiniens, en Syrie et au Liban, documentant notamment la vie quotidienne des réfugiés palestiniens dans les camps de Beyrouth. Ses photos sont publiées dans un livre de photo-journalisme, Rakkaani, Palestiina (1983) et dans de nombreux magazines.
Leena Saraste enseigne également depuis les années 1970 dans de nombreuses institutions, comme l'Université d'art et de design à Helsinki, l'Université des sciences appliquées de Lahti et à l'Université de Tampere,. 
Leena Saraste publie un ouvrage sur la photographie en 1980, Photographie, une représentation de la réalité qui s'échappe qui a été utilisée comme manuel. Le livre comprend deux œuvres entièrement remaniées intitulées Photographie entre tradition et vérité (1996) et Photographie, Mémoire - Message - Art (2010). Ces ouvrages sont des références dans le monde de la photo en Finlande et, particulièrement, dans l'enseignement.
Ses deux livres sur la photo, Valokuva, pakenevan todellisuuden kuvajainen (Photographie - le reflet de la réalité insaisissable, 1980) et Valokuva tradition ja toden välissä (Photographie entre tradition et réalité, 1996) sont réédités en 2010 dans un volume unique intitulé Valokuva, muisto - viesti - taide (Photographie, mémoire - message - art). Il présente des œuvres clés de l'histoire de la photographie finlandaise. 
Elle reçoit le prix de la photo d'État pour la photographie (1981 et 2004) , le prix Finnfoto (2005),et le prix Valottaje (2018). Elle-même participe souvent aux jurys de concours photos comme Fotofinlandia en 2016 et à l'exposition Life of Finland in 21st Century.
Elle est commissaire de l'exposition Sumusta sommitteluun – taidevalokuvauksen käänteitä sodanjälkeisessä Suomessa (Du matin brumeux à la composition. Photographie d'art dans la Finlande d'après-guerre) au Musée finlandais de la photographie, basée sur ses recherches et sur la conception visuelle de l’architecte Kirsti Kasnio.
Elle participe également à l'organisation de l'exposition La photographie finlandaise [1950 - 1980] au Musée Nicéphore Niepce à Chalon sur Saône en 2008.
Les œuvres de Saraste font partie, entre autres, des collections du Musée finlandais de la photographie.

## Publications
- (fi) Leena Saraste, Valokuva, pakenevan todellisuuden kuvajainen «Une photographie, une représentation d'une réalité qui s'échappe», Kirjayhtymä, 1980  (ISBN 978-9512618613)
- (fi) Leena Saraste, Tawfik Zayyad, Matti Rossi, Sahban Mroueh, Rakkaani, Palestiina «Ma chère Palestine», Tutkijaliitto, 1983  (ISBN 9789519297354)
- (en) Leena Saraste, For Palestine, Zed Books, 1987  (ISBN 978-0-86232-414-8)
- (fi) Leena Saratse, Valokuva tradition ja toden välissä «Une photographie entre tradition et vérité», 1980  (ISBN 9789512618613)
- (fi) Leena Saraste,Valo on kaikki, muoto on kaikki, ihminen on kaikki. Taidevalokuvauksesta sodanjälkeisessä Suomessa «La lumière est tout, la forme est tout, l'homme est tout? Photographie d'art dans la Finlande d'après-guerre»  (ISBN 978-951-9086-63-7)
- (fi) Erja Pusa, Leena Saraste, Riitta Raatikainen, Paula Niskanen, Neuvostovalokuva 1917-1991. Fotografi i sovjetunionen 17.6.-13.8.2000 «Photographie soviétique 1917-1991. Photographes en Union soviétique 17.6.-13.8.2000», Helsinki, Helsingin Kaupungin Taidemuseo, 2000,  (ISBN 978-951-8965-46-9)
- (fi) Leena Saraste, Valo muoto vai Elama, Musta Taide Kameraseurat Kohti Modernia 1950-Luvulla, Helsinki, Musta Taide, 2004  (ISBN 978-952-9851-55-3)
- (fi) Leena Saraste, Valo, muoto vai elämä. Kameraseurat kohti modernia 1950-luvulla «Lumière, forme ou vie», 2004  (ISBN 978-952-9851-55-3)
- (fi) Peter Henry Emerson, Leena Saraste, Naturalistisen valokuvauksen kuolema (Mort de la photo naturaliste», 1991,  (ISBN 9789529031412)
- (fi) Kirsti Kovanen, Leena Saraste, Arkkitehtuuri Itä-Suomessa «Architecture en Finlande orientale», 1989,  (ISBN 978-951-676-456-9)
- (fi) Erkki Paakkulainen, Leena Saraste, Suomi-Afganistan-Seura, Afganistanin tienvarsilta «Du bord de la route d'Afghanistan», 1987  (ISBN 978-951-99877-2-9)

## Expositions
- 2010 : Leena Saraste, Rétrospective, Victor Barsokevitsch Photographic Centre, Kuopio[12]
- 2015 : Exposition solo, Musée finlandais de la photographie , Helsinki[13].
- 2020 : XVIII Biennale Donna: Attraversare l’immagine. Donne e fotografia tra gli anni Cinquanta e gli anni Ottanta, exposition collective, Padiglione d'arte contemporanea, Ferrare[14]